# إريك كرامر
إريك كرامر (بالإنجليزية: Erik Kramer)‏ هو لاعب كرة قدم أمريكية ولاعب كرة القدم الكندية أمريكي، ولد في 6 نوفمبر 1964 في إنسينو ‏ في الولايات المتحدة.

## وصلات خارجية
- إريك كرامر على موقع مرجع كرة القدم المحترفة.كوم (الإنجليزية)